# Gemelli (astrologia)

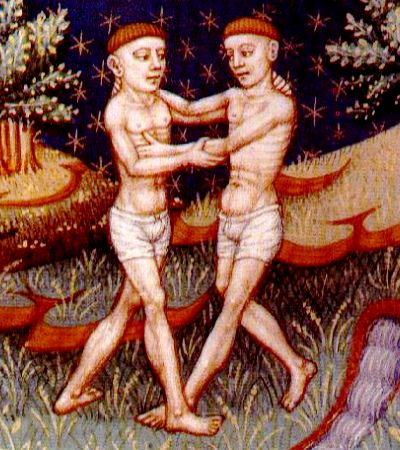
Gemelli rappresentati in un libro di astrologia del XV secolo.

I Gemelli (♊︎) sono il terzo dei 12 segni zodiacali dell'astrologia occidentale, situato tra Toro e Cancro.  Consapevoli della loro innata sensibilità, i Gemelli tendono a manifestare una spiccata propensione a mutare rapidamente il proprio stato d’animo, passando con disinvoltura da una dolce affabilità a un atteggiamento spigoloso.

## Caratteristiche
I Gemelli sono un segno mobile d'aria, governato da Mercurio. In questo segno Giove è in esilio. Nell'astrologia classica non vi era alcun pianeta in esaltazione o in caduta. Nell'astrologia moderna Plutone è in esaltazione e Nettuno è in caduta. Il segno opposto è il Sagittario.
Il colore del segno è il giallo.
I gemelli sono tradizionalmente identificati con i mitici Dioscuri. In alcune raffigurazioni più tarde, possono essere raffigurati come una coppia di gemelli maschio e femmina. 
Dei nati in Gemelli sono da menzionare l'apertura mentale e le capacità di comunicazione. Vengono solitamente descritti come persone furbe, sveglie e dalla doppia personalità (in riferimento alla natura, duplice, del segno). Sono inoltre portate al contatto con gli altri, alla curiosità e al sapere. Altra caratteristica del segno è l'adattabilità. Il Sole si trova nel segno dei Gemelli nel periodo che va, all'incirca, dal 21 maggio al 20 giugno: il periodo esatto varia di anno in anno, e per stabilire la sua posizione nei giorni estremi è necessario consultare le effemeridi.